# Paludomidae
Paludomidae là một họ ốc nước ngọt trong nhánh Sorbeoconcha. Các loài trong họ này thường tìm thấy được ở châu Á và châu Phi.

## Phân loại
Họ này được phân thành 3 phân họ theo Taxonomy of the Gastropoda (Bouchet & Rocroi, 2005):
- Paludominae Stoliczka, 1868 - synonym: Philopotamidinae Stache, 1889
- Cleopatrinae Pilsbry & Bequaert, 1927[4]
- Hauttecoeuriinae Bourguignat, 1885[5]
  - tribe Hauttecoeuriini Bourguignat, 1885 - synonym: Tanganyiciinae Bandel, 1998
  - tribe Nassopsini Kesteven, 1903[6] - synonym: Lavigeriidae Thile, 1925
  - tribe Rumellini Ancey, 1906[7]
  - tribe Spekiini Ancey, 1906[7] - synonyms: Giraudiidae Bourguignat, 1885 (inv.); Reymondiinae Bandel, 1998
  - tribe Syrnolopsini Bourguignat, 1890[8]
  - tribe Tiphobiini Bourguignat, 1886[9] - synonyms: Hilacanthidae Bourguignat, 1890; Paramelaniidae J. E. S. Moore, 1898; Bathanaliidae Ancey, 1906; Limnotrochidae Ancey, 1906

## Genera
Genera within the family Paludomidae include:
Paludominae
- Paludomus Swainson, 1840 - type genus of the family Paludomidae[3]

Cleopatrinae
- Cleopatra Troschel, 1857 - type genus of the subfamily Cleopatrinae[3]

Hauttecoeuriinae
tribe Hauttecoeuriini
- Tanganyicia Crosse, 1881 - synonym: Hauttecoeuria Bourguignat, 1885[3]

tribe Nassopsini
- Lavigeria Bourguignat, 1888
- Nassopsis E. A. Smith, 1890 - type genus of the tribe Nassopsini[3]

tribe Rumellini
- Rumella Bourguignat, 1885 - type genus of the tribe Rumellini[3]

tribe Spekiini
- Bridouxia Bourguignat, 1885[3][10]
- Reymondia Bourguignat, 1885[3]
- Spekia Bourguignat, 1879 - type genus of the tribe Spekiini[3]

tribe Syrnolopsini
- Syrnolopsis E. A. Smith, 1880 - type genus of the tribe Syrnolopsini[3]

tribe Tiphobiini
- Bathanalia Moore, 1898[3][11]
- Chytra Moore, 1898 - with the only species Chytra kirki (E. A. Smith, 1880)[10][11][12]
- Limnotrochus Smith, 1880 - with the only species Limnotrochus thomsoni Smith, 1880[10][11]
- Mysorelloides Leloup, 1953[11] - with the only species Mysorelloides multisulcata (Bourguignat, 1888)[10]
- Paramelania Smith, 1881[3][11]
- Tiphobia E. A. Smith, 1880 - type genus of the tribe Tiphobiini,[3] with the only species Tiphobia horei E. A. Smith, 1880[10]

subfamily ?
- Anceya Bourguignat, 1885[13]
- Hirthia Ancey, 1898[14]
- Martelia Dautzenberg, 1908[15]
- Potadomoides Leloup, 1953[16]
- Pseudocleopatra Thiele, 1928
- Stanleya Bourguignat, 1885 - probably with the only species Stanleya neritinoides Smith, 1880[10][17]
- Stormsia Leloup, 1953 - with the only species Stormsia minima (Smith, 1908)[10][18]
- Vinundu Michel, 2004